# PC방 실험 사건
PC방 실험 사건은 2011년 2월 13일 MBC 뉴스데스크에서 유충환 기자가 "게임의 폭력성을 알아보기 위한 실험"을 목적으로 PC방 컴퓨터의 모든 전원을 차단해 민폐를 끼친 사건이다. 목적은 좋았지만 갑자기 PC방에 가서 모든 컴퓨터의 전원을 내린다는 실험 방식은 시청자들에게 황당함을 안겨주고, 사람들의 많은 비판을 불러일으켰다.

## 과정
2011년 2월 13일 당시 뉴스데스크에서 "도 넘은 폭력게임"이라는 제목의 기사를 보도중이였다. 하지만 보도 내용 중 MBC의 취재진이 "게임의 폭력성을 알아보겠다"는 목적으로 서울의 한 PC방에서 곳곳에 관찰 카메라를 설치한 뒤, 당시 뉴스를 진행하던 유충환 기자가 PC방의 컴퓨터 전원 스위치를 눌러 순간적으로 껐다. 그러자 PC방을 이용하던 사람들이 당황하였고, 그 중에는 욕설을 하던 사람도 있었으며 풀죽은 채로 모두 PC방에서 나가게 되었다.
유충환 기자는 "순간적인 상황 변화를 받아들이지 못하고, 폭력 게임의 주인공처럼 난폭하게 변해 버렸다"고 보도하였고 뒤에 이어서 서울대학교 심리학과 교수인 곽금주 교수는 "자신을 방해하는 방해물이 나타난다던지 이런 경우에는 과다한 공격이 일어나면서 그 충동을 억제하는 경향이 있습니다." 라고 말을 하면서 뉴스를 끝마쳤다.

## 문제점
게임으로 인한 폭력성을 실험한 이 실험 자체가 문제이다. 다짜고짜 PC방의 전원을 내려 모든 컴퓨터를 끈 후 사람들이 욕설을 하자 폭력적인 게임을 하기 때문에 폭력성이 생겨서 이런 모습을 보인다고 성급히 결론을 내려버린 것이다. 누구라도 자신이 하고 있던 게 망쳐지면 화가 나고 욕설이 나올 수도 있다. 게다가 그 PC방에서는 게임을 하는 사람들 뿐만 아니라 문서 작업같은 중요한 일을 하는 사람들도 있었을 텐데, 그런 사람들은 왜 피해를 보아야 하는 것인가?

## 반응
기사가 나온 후 많은 시청자들은 "무리하게 실험을 한 것이 아니냐"면서 억지 실험에 대해 MBC 뉴스데스크를 심하게 비난하였다. 이를 풍자하기 위해서 여러 가지 패러디물이 나오기 시작하였다. 한편 문제의 MBC 뉴스데스크 기자는 방송통신심의위원회로부터 경고 조치를 받았으며 당시 취재를 하던 유충환 기자는 "아무런 문제가 없다"는 말을 하기도 하였다.

## 풍자
개그콘서트 코너 중 하나인 "9시쯤 뉴스"에서는 안윤상(기자 역)과 장기영(피실험자 역), 신고은(심리학 교수 역)이 이를 서로 다른 주제로 똑같은 폭력성의 내용을 패러디하였다. 또 같은 방송사의 예능 프로그램 무한도전 오호츠크해 특집에서 음식 팀의 폭력성을 알아보기 위해 이글루를 부수는 실험으로, SNL의 GTA 패러디 시리즈 중 GTA 임진왜란 편에서 뉴스와 같은 내용으로 풍자하였다.